# دوغ تشين
دوغ تشين هو سياسي أمريكي، ولد في 21 يوليو 1966 في سياتل في الولايات المتحدة. نشط حزبياً في الحزب الديمقراطي. وقد انتخب نائب حاكم هاواي ‏.